# HD 148513
HD 148513，又名BD+00 3529，SAO 121623、HR 6136，是一颗恒星，视星等为5.39，位于銀經15.44，銀緯31.66，其B1900.0坐标为赤經16h 23m 28.2s，赤緯+0° 31.66′ 20″。